# Grønlandsk åre
En grønlandsk åre er en særlig form for åre, der benyttes når man ror kajak. I modsætning til en almindelig åre er der et blad i hver ende (ligesom en pagaj), så ens tag bliver en kontinuerlig bevægelse, hvor man tager sit tag i den ene side og samtidig fører bladet frem til startposition i den anden side osv. Den grønlandske åre er det oprindelige fremdriftsmiddel til brug for kajak.
På en grønlandsk åre har bladene ikke vinklet i forhold til hinanden i modsætning til moderne pagajer. Den er behagelig at holde ved.[kilde mangler] Det er meget let at benytte en grønlandsk åre til en række teknikker, der benyttes i havkajak, herunder f.eks. eskimorul (eller "grønlænderrul") og sculling.
Den grønlandske åre er som regel fremstillet i træ, typisk fyr, gran eller ceder – ofte i kombination, hvilket giver et flot håndværksmæssigt produkt. Der findes enkelte producenter som producerer grønlandske årer i kulfiber.